# Алексеевское (Волжский район)
Алексе́евское (мар. Усола — «новое селение») — село в Волжском районе Республики Марий Эл. Входит в состав Эмековского сельского поселения.

## География
Село расположено в центральной части Волжского района, в 20,5 км (25 км по автодорогам) к северо-востоку от Волжска и в 7 км (8 км по автодорогам) к северо-востоку от центра сельского поселения — села Эмеково. В 5 км на запад от села расположено озеро Яльчик — крупнейшее озеро республики, в 2 км на запад от села — озеро Глухое. К Яльчику от села Алексеевское протекает небольшая речка Сизнер.

## История
История села Алексеевское уходит корнями в глубь столетий.

### 1701—1800 года
Одно из первых упоминаний о селе содержится в первой Ревизской сказке записанной в апреле 1719 года. Село Алексеевское относится к Галицкой дороге, Казанского уезда, Казанской Губернии. Документ хранится в РГДА фонд 350, опись 2, дело № 1083.
1719 года апреля по указу великого государя царя и великого князя Петра Алексеевича всея Великой и Малой и Белой России самодержавца . Каков его царского величества именной указ… …. Казанского уезда Галицкой дороги села Алексеевского крестьяне, а именно староста Афанасий Мартемьянов с товарищи по завещанию святого Евангелия сказали… Итого крестьян 44 человека.

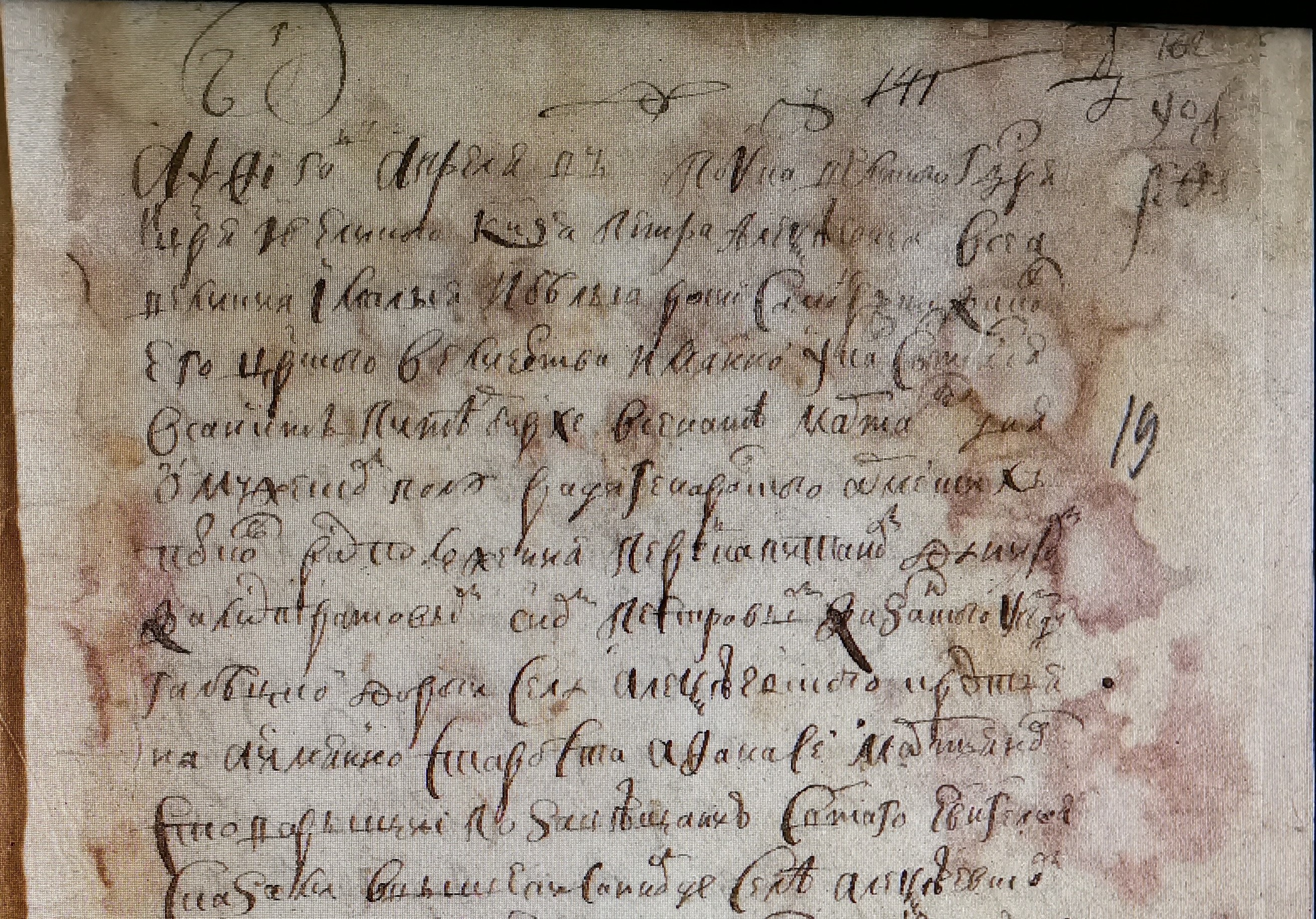
1719 год. Одно из первых упоминаний села Алексеевское

Все переписанные в данной ревизии жители мужского пола относились к сословию крестьян. Часть из них вероятно русские и часть обозначены как новокрещённые, к которым могли относится как черемисы так и татары.
В 1767 году в Алексеевском была построена деревянная церковь с главным престолом в честь Алексия и с приделами в честь Покрова Пресвятой Богородицы и во имя святителя Николая Мирликийского.

### 1801—1900 года
В «Списке населённых мест Российской империи», изданном по данным 1859 года, населённый пункт упомянут как казённое село Алексеевское (Сизинерь) 2-го стана Чебоксарского уезда Казанской губернии, при речке Сизенерке, расположенная в 100 верстах от уездного города Чебоксары. В селе насчитывалось 69 дворов и 545 жителей (259 мужчин и 286 женщин).
По переписи 1897 года в селе Чебоксарского уезда имелась школа, пожарная машина, население составляло 923 человека (418 мужчин и 505 женщин), из них 920 православных, преимущественно русских по национальности.

### 1901—2000 года
В 1923 году село относилось к Помарской волости Краснококшайского кантона, численность населения составляла 1134 человека (525 мужчин, 609 женщин) в 227 дворах. В 1929 году была организована сельскохозяйственная артель «Колос», в которую вошли 27 хозяйств. Имелись водяная мельница, конная молотилка, жатка, в пользовании колхоза находилось 23 га земли.
В 1930 году в селе действовала русская школа I ступени. В 1939 году в школе обучался 291 ученик, работали 12 учителей.
В годы советской власти (1939 год) церковь была закрыта, здание полностью разрушено, на его месте построен сельский клуб.
В 1940 году в селе имелось 234 двора, в которых проживало 1698 человек. В колхозном стаде насчитывалось 36 голов КРС, 17 свиней, 52 овцы, 146 пчелосемей, 120 лошадей. Оно содержалось в 4 конюшнях, 2 коровниках, телятнике, свинарнике. В селе находились 2 зернохранилища, 4 картофелехранилища, 2 риги, 5 крытых токов, 2 силосные башни. Работал клуб на 100 мест, сезонные детские ясли на 75 мест, баня. В 1949 году была построена колхозная гидроэлектростанция. Село являлось центром Алексеевского сельского совета.
В 1951 году в селе находился детский дом, воспитанниками которого были 27 мальчиков, 24 девочки. В 1952 году колхоз «Колос» вошёл в состав колхоза имени Сталина, в 1959 году вошедшего в состав колхоза «Красный Октябрь». В 1954 году образован укрупнённый Эмековский сельсовет.
В 1971 году в селе имелось 225 дворов, в которых проживали 703 человека, имелась семилетняя школа. С подчинением колхоза «Красный Октябрь» совхозу «Волжский», на центральной усадьбе которого были построены большие механизированные комплексы крупного рогатого скота, а для работников — многоквартирные дома, население Алексеевского стало существенно убывать. К 1980 году в селе осталось 246 жителей (93 мужчины, 153 женщины) в 135 хозяйствах, село было электрифицировано и телефонизировано, жители пользовались колодезной водой. Постепенно Алексеевское приобрело статус дачного посёлка.
В 1994 году приход был возрождён, с 1995 года ведётся строительство новой деревянной Покровской церкви. Ранее на этом месте был парк, где стоял памятник В. И. Ленину, который перенесли через дорогу.

### 2001 — настоящее время
В 2003 году в селе Алексеевском находились 127 домов, в 30 домах постоянно проживали 45 человек (в основном пенсионеры), в остальных домах проживали дачники. Местное население проживает в бревенчатых домах, крыши которых покрыты шифером. У дачников дома двухэтажные, крыши покрыты железом. Жители пользуются колодезной водой, сжиженным газом. Дорога в селе грунтовая. Работал медпункт и магазин.

## Население
| 2002 | 2010 |
| ---- | ---- |
| 49   | ↘46  |

Согласно переписи 2002 года в селе проживало 49 человек (25 мужчин, 24 женщины, русские — 90 %). По переписи 2010 года — 46 человек (27 мужчин, 19 женщин).

## Современное положение
На 1 января 2014 года в селе имеется 16 хозяйств, в которых проживает 42 жителя. Имеется фельдшерско-акушерский пункт. Образовательных учреждений в селе нет.